# 普賴斯縣 (威斯康辛州)
普賴斯縣（英語：Price County）是位於美國威斯康辛州北部的一個縣。面積3,311平方公里。根據美國2010年人口普查估計，共有人口14,159人。縣治菲利普斯 (Phillips)。
成立於1879年2月26日，縣政府成立於1882年。縣名來自州議員、聯邦眾議員威廉·T·普賴斯。